# Fialková dolina
Fialková dolina je přírodní rezervace v bratislavském katastrálním území Devín v okrese Bratislava IV v Bratislavském kraji. Území bylo vyhlášeno v roce 1993 a jeho rozloha je 20,59 hektaru. Předmětem ochrany je lokalita dokládající tektonický pohyb na zlomové linii (pokles a vyzdvižení bloků) v horninách krystalinika v jihozápadní části Malých Karpat. Na lokalitě rostou zachovalé dubohabřiny s výskytem vzácných druhů rostlin, zejména vstavačovitých.